# Kościół św. Andrzeja Apostoła w Otmuchowie-Wójcicach
Kościół Świętego Andrzeja Apostoła – rzymskokatolicki kościół parafialny należący do parafii pod tym samym wezwaniem (dekanat Otmuchów diecezji opolskiej).

## Historia
Kamień węgielny został położony 16 kwietnia 1823 roku, natomiast prace budowlane zakończyły się rok później. Konsekracja natomiast odbyła się po skończeniu prac nad wystrojem wnętrza w dniu 3 sierpnia 1825 roku. Świątynia pełni obecnie rolę Sanktuarium Matki Bożej Łopatyńskiej. Słynący z łask obraz, będący kopią częstochowskiego obrazu Matki Bożej z XVIII wieku, trafił do Wójcic w 1946 roku razem z nowymi mieszkańcami wysiedlonymi z Łopatyna.

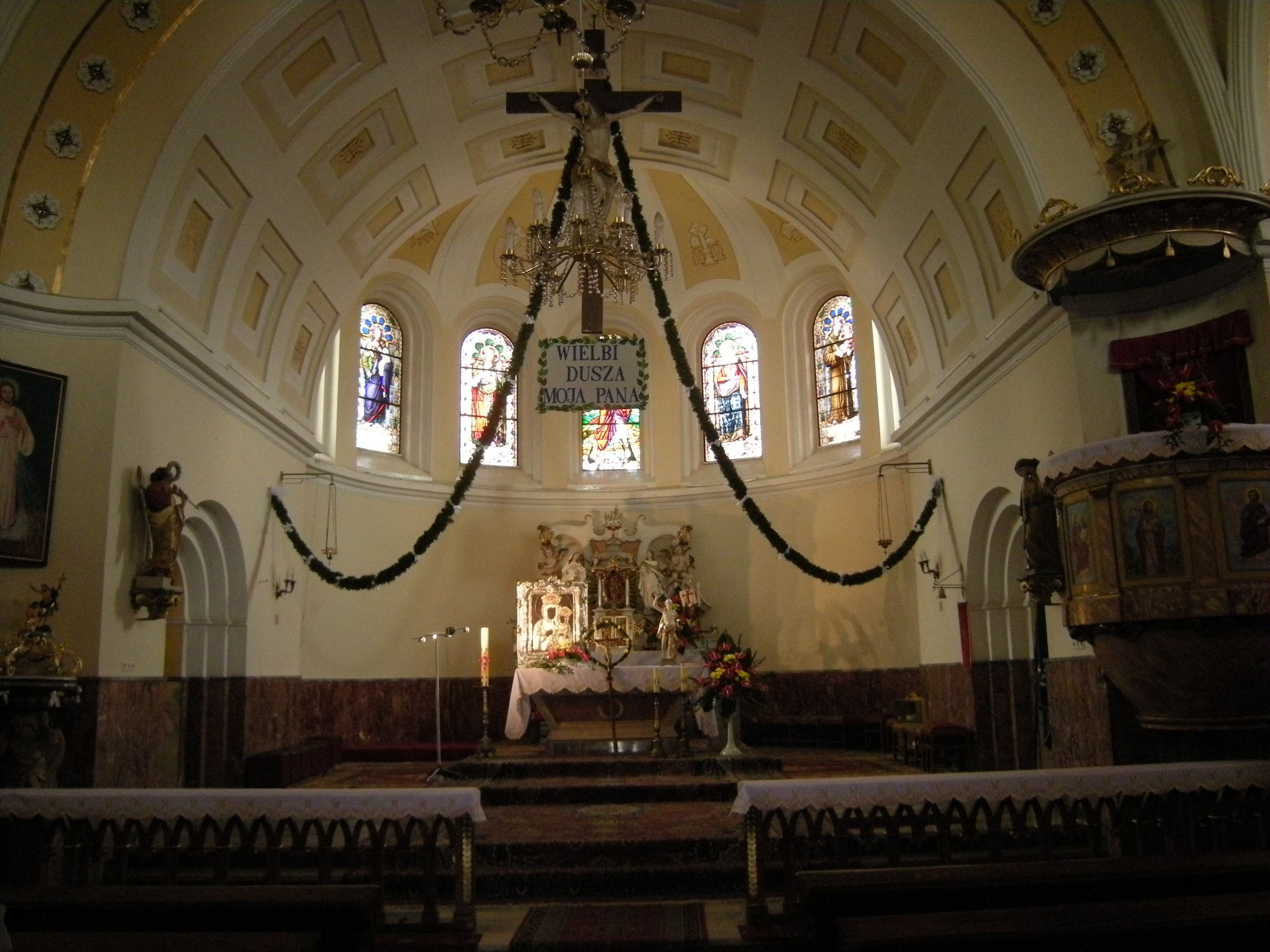
Wnętrze świątyni

## Architektura i wnętrze
Kościół reprezentuje styl neoromański w typie tzw. stylu arkadowego. Świątynia została wzniesiona z cegły na planie prostokąta z absydą od strony wschodniej i pięciokondygnacyjną wieżą od strony zachodniej. Elewacje są otynkowane i pomalowane (być może, że ceglane lico murów było oryginalnie odsłonięte), z otworami uskokowymi zamkniętymi łukiem. Obecny stonowany wystrój malarski wnętrza bardzo odbiega od oryginalnego, wielobarwnego w stylu orientalizującym, co jest efektem prac wykonanych na przełomie lat 60. i 70. XX wieku. Interesująca jest chrzcielnica z misą podparta figurą anioła. Wspomniany wyżej ołtarz Matki Bożej Łopatyńskiej jest umieszczony w północno-wschodniej części nawy.
Organy zostały wybudowane prawdopodobnie przez Paula Berschdorfa, translokowane w 1963 z Brzeziny Polskiej.
Na wieży kościelnej wisi 5 dzwonów o imionach: Matka Kościoła, św. Kazimierz i Maksymilian Kolbe, św. Andrzej, MB Łopatyńska, Sobór Watykański II. W 2021 roku przeszły one generalny remont wykonany przez firmę Rduch Bells & Clocks.